# Шифра (Потенца)
Шифра (итал. Sciffra) је насеље у Италији у округу Потенца, региону Базиликата.
Према процени из 2011. у насељу је живело 45 становника. Насеље се налази на надморској висини од 784 м.